# Calophyllum whitfordii
Calophyllum whitfordii är en tvåhjärtbladig växtart som beskrevs av Merrill. Calophyllum whitfordii ingår i släktet Calophyllum och familjen Calophyllaceae. Inga underarter finns listade i Catalogue of Life.